# Gymnorhamphichthys rondoni
Gymnorhamphichthys rondoni es una especie de pez de agua dulce del género Gymnorhamphichthys de la familia Rhamphichthyidae. Es denominada comúnmente morena. Se distribuye en ambientes acuáticos de Sudamérica norte y centro-oriental.

## Taxonomía
Esta especie fue descrita originalmente en el año 1920 por el ictiólogo Alípio de Miranda-Ribeiro, bajo el nombre científico de Urumara rondoni.
Etimología
Etimológicamente el nombre genérico Gymnorhamphichthys se construye con tres palabras del idioma griego, en donde Gymno quiere decir 'desnudo', rhamphos que significa 'pico' e ichthys que es 'pez'.

## Distribución y hábitat
Esta especie se distribuye en los cursos fluviales de clima semitropical y tropical del centro y norte de Sudamérica, en las grandes cuencas sudamericanas: la del Amazonas, la del Orinoco, y la del Plata en el alto río Paraná, además de drenajes atlánticos de las Guayanas. Cuentan con poblaciones de esta especie las Guayanas, Venezuela, Colombia, Brasil y Paraguay.